# Biewerumer Quetschekerb

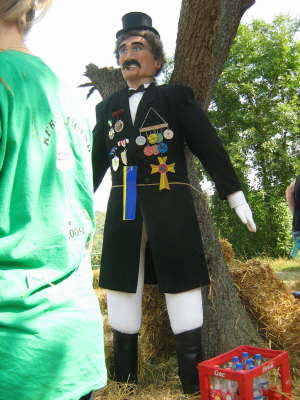
Der Quetschehannes

Die Biewerumer Quetschekerb ist ein Fest, welches seit mehr als 137 Jahren alljährlich über vier Tage am ersten Wochenende im September in Sankt Goar-Biebernheim (ugs. Biewerum) gefeiert wird.
Zentrale Figuren dieser Kirmes (ugs. Kerb) sind der Quetschehannes, eine große, schwere Strohpuppe mit Frack, Zylinder, weißer Hose, schwarzen Stiefeln und einer Zigarre im Mund, der Kerwestrauß, ein an einer langen Holzstange befestigter Tannenkranz mit bunten Bändern geschmückt und der Kerwepräsident. Traditionelles Musikstück beim Umzug, im Festzelt und beim Frühschoppen ist der Kerwemarsch, eigentlich der Marsch der freiwilligen Jäger aus den Befreiungskriegen (1813).

## Geschichte

Biebernheimer Zwetschenkirmes

Die Biewerumer Quetschekerb entstand wahrscheinlich aus einem Erntefest, zu welchem die Bauern „den Zehnten“ ihrer Ernte abliefern mussten, d. h. der Zeitpunkt der Kerb war nicht abhängig von einem Patronats- oder Kirchweihfest. Die damaligen Lehnsherren bestimmten, was die Bauern abgeben mussten (Korn, Kartoffeln, Äpfel oder Pflaumen). Man einigte sich wohl über die Jahre auf Pflaumen (ugs. Quetsche, woher auch der Name der Kerb stammt) und legte den Zeitpunkt auf die Reifezeit der Pflaumen. Das Abliefern erfolgte im Rahmen eines Festzuges, dem voran ein mit Getreide und Früchten geschmückter Strauß getragen wurde. Heute erinnert der jetzige Kerwestrauß an diese Tradition und auch an die Besonderheit, dass dieser nicht fest in der Dorfmitte steht, sondern beim Umzug mitgeführt wird. Einer der Jugendlichen wurde als Sprecher bestimmt, um Grüße und gute Wünsche zu überbringen. Diese Stelle nimmt heute der Kerwepräsident ein. Als Belohnung stiftete der Lehnsherr dann Wein und Schnaps, der im Rahmen eines Festes konsumiert wurde.

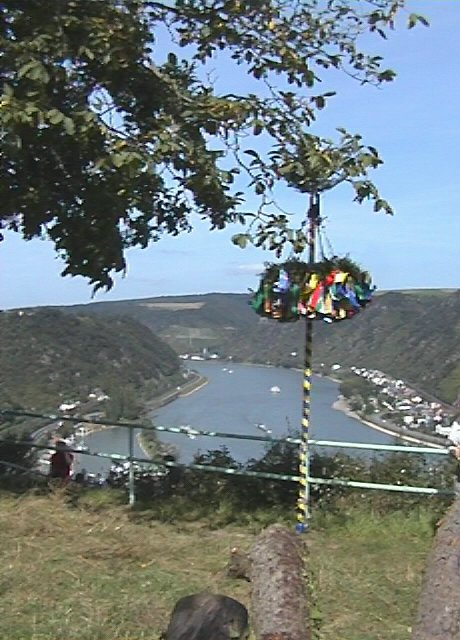
Der Kerwestrauß auf dem Wackenberg

Der traditionelle Frühschoppen findet auf dem Wackenberg, einer mit Bäumen bestandenen Wiese über dem Rheintal, statt. Entstanden ist der Frühschoppen aus dem Versprechen einiger Biebernheimer Burschen, ihren auf der anderen Rheinseite in St. Goarshausen wohnenden Mädchen ein Ständchen zu bringen. Dies ist vom Wackenberg aus leicht möglich. Also zogen die Burschen mit Musik und Getränken auf den Wackenberg und lösten das Versprechen ein. Da es ihnen dort wohl sehr gut gefallen hat, wurde der Frühschoppen zukünftig dort gefeiert.
Die Hauptperson, der Quetschehannes, entstand erst vor etwas mehr als 125 Jahren (er feierte seinen 125. Geburtstag 2007). Damals kam der Erzählung nach ein vom Hunsrück stammender, fahrender Händler namens Hannes oder Johannes zur Zeit der Kirmes ins Dorf und verkaufte Süßwaren. Diese waren damals etwas Besonderes und als Geschenk der Burschen für ihre Mädchen sehr beliebt. Seinen Gewinn setzte er wohl in Wein und/oder Bier und feierte recht lustig mit. So kam es, dass die Jugend ihn im angesäuselten Zustand auf die Schultern nahm und durchs Dorf trug. Als dieser dann 1882 starb, trauerte die Jugend diesem Ereignis heftig nach. Die Witwe Berz, damalige Gastwirtin im Gasthaus Wilbert, riet der Jugend, sich doch einfach einen Hannes zu bauen, was dann in Form einer Strohpuppe getan wurde und bis heute fortgeführt wird. Diese große und schwere Strohpuppe ist mit Frack, Zylinder, weißem Hemd, einer weißen Hose und Stiefeln bekleidet und hat die obligatorische Zigarre im Mund.
Der Hannes wird am Kirmes-Sonntag im Rahmen des Festumzuges mit Musik am Wohnhaus des Kirmespräsidenten abgeholt (...an der Statt, da er geboren ward..., wie es im Kirmeslied heißt) und dann durch das Dorf getragen. Im Festzelt und beim Frühschoppen befestigt man ihn an einem erhöhten Platz, damit er „seine“ Gemeinde im Blick hat. Montagabends wird er an die Stelle, wo er entstand, zurückgebracht und erschlagen. Am Dienstag drehte man früher noch seine Innereien (Stroh, Heu) durch eine auf einem fahrenden Wagen befindliche „Windmühle“ (trennt eigentlich die Spreu von Weizen) und verteilte sie auf den Straßen des Ortes.

## Beteiligte
Der Quetschehannes ist die Hauptperson und Patron der Kerb, in alten Zeitungsannoncen auch „Zwetschenpatron“ genannt. Der Kerwestrauß ist ein an einer langen Holzstange befestigter Tannenkranz, mit bunten Bändern (Kerwebändchen) geschmückt. Die Kerwebändchen fallen beim Stampfen des Straußes zu den Klängen des Kerwemarsches öfter mal ab und sind bei den Kleinen und Großen als Souvenir der Quetschekerb sehr beliebt.

### Die Kerwejugend

#### Zugucker bei der Straußjugend
Diese Jugendlichen im Alter von 16 Jahren dürfen bei Straußbau zuschauen und lernen, damit sie es im folgenden Jahr können. Sie dürfen aber nicht in die Hannesbude.

#### Straußjugend
Das sind die Jugendlichen im Alter von 17 Jahren. Diese treffen sich ab Mitte/Ende Juli in einer Scheune, einer Garage oder einem Keller (der „Straußbude“) und „bauen“ den Strauß zusammen. Hierzu gehören das Binden des Straußes, das Schneiden, Lochen und Binden der Papierbänder aus Glanzpapier und das Befestigen derselben am Strauß. Der Holzstamm wird ebenfalls mit bunten Bändern umwickelt. Während der Kirmestage tragen sie den Strauß (Schwerstarbeit) und stampfen ihn beim Erklingen des „Kerwemarsches“. Man erkennt sie an den unifarbenen T-Shirts mit entsprechendem Strauß-Aufdruck und Jahreszahl. Die Farbe der Shirts für Hannes- und Straußjugend sowie der Bänder am Strauß werden jedes Jahr neu festgelegt. Auch die Straußjugend darf noch nicht in die Hannesbude.

#### Aussetzer
Diese gehören formell zur Kirmesjugend, aber ohne Aufgabe. Sie tragen während der Kirmes graue Shirts.

#### Zugucker bei der Hannesjugend
Im Alter von 19 Jahren wird man „Zugucker“ beim Hannes, d. h. man darf die Hannesbude betreten und beim Hannesbau zuschauen.

#### Hannesjugend
Mit 20 Jahren ist man in der Hannesjugend. Auch diese benötigt eine Scheune bzw. Garage oder einen Keller als „Hannesbude“. Ihnen obliegt das Anfertigen des „Quetschehannes“. Zur Hannesbude haben Jüngere keinen Zutritt. Auch die Hannesjugend trägt unifarbene Shirts mit Hannes-Aufdruck und Jahreszahl.

### Der Kerwepräsident
Die Hannesjugend wählt am Samstag des Wochenendes vor der Kirmes (ugs. Besäufnis oder Kerb antrinken bezeichnet) aus ihren Reihen den Kirmespräsidenten. Dieser trägt den Hannes beim Umzug und lenkt die Geschicke der Kirmes. Ihm allein obliegt auch das Rufen der Kirmesparole. Im Jahre 2001 war zum ersten Mal eine Kirmespräsidentin „an der Macht“. Zum Kerwepräsident gewählt zu werden ist eine hohe Auszeichnung, da man es – im Gegensatz zur Politik – nur einmal im Leben werden kann.

### Die ehemaligen Präsidenten
Diese erkennt man am blauen Poloshirt, auf welchem das Jahr ihrer Präsidentschaft und ggf. ihr Spitzname aufgedruckt sind.

### Der Kirmes- oder Kerwewirt
Die beiden Wirte des Ortsteils Biebernheim wechselten sich bei der Ausrichtung der Quetschekerb ab. Nach der Schließung des Gasthauses "Zur Linde" richtet der Wirt des Landgasthofs "Zum Rebstock" die Quetschekerb aus.

### Die Kerwebibel

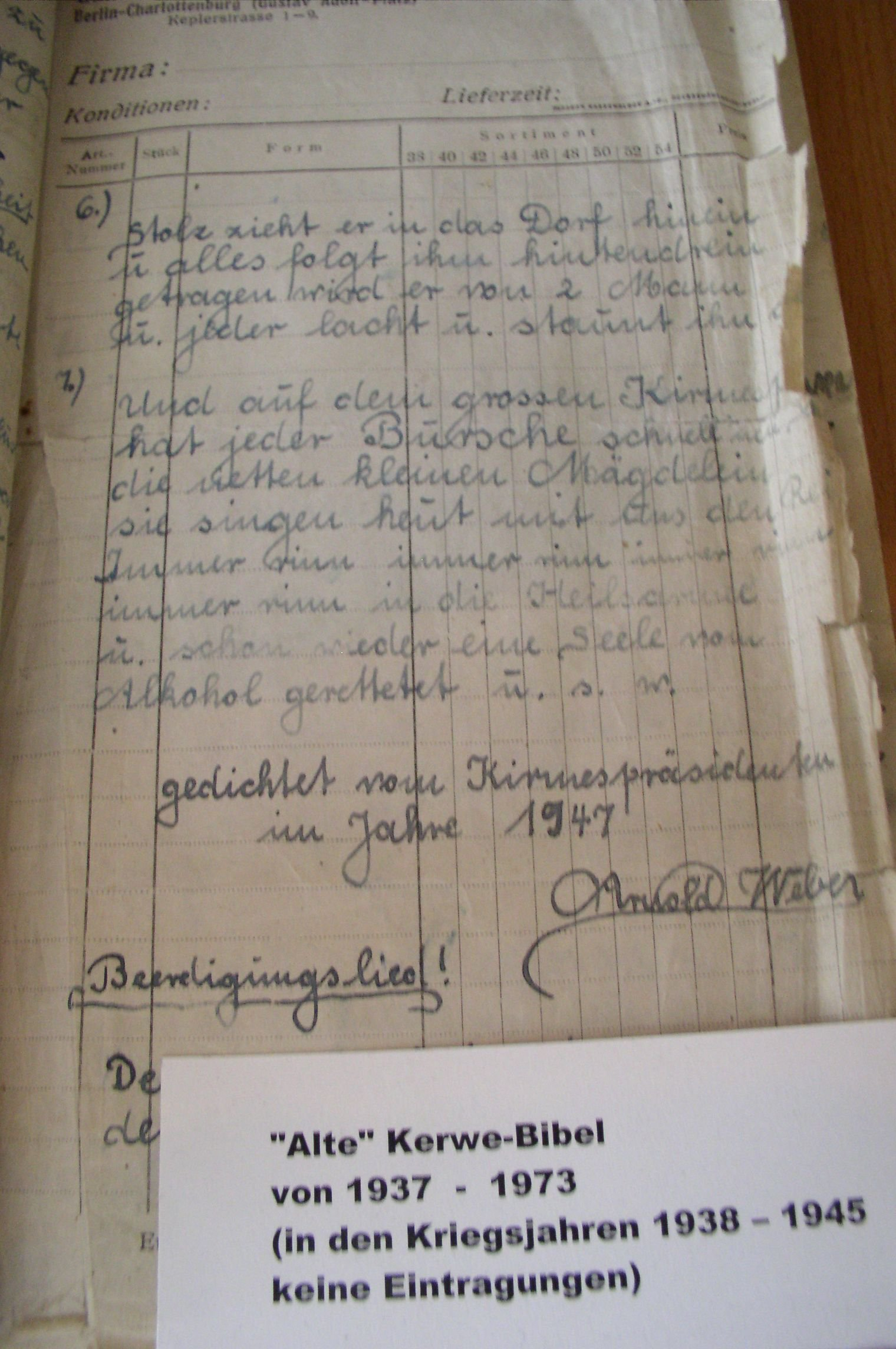
Ausschnitt aus der Kerwebibel 1947

Schon sehr früh hat es sich eingebürgert, Vorkommnisse, Klatsch und Tratsch, während der Kerb in einem dicken Buch (der Kerwebibel) niederzuschreiben (daher existieren noch einige sehr alte Exemplare). Dies erfolgt in Form einer Anklageschrift: Es gibt eine Anklage, eine Verteidigung und ein Urteil, den Quetschehannes betreffend. Da wird der Hannes formell angeklagt, daran schuld zu sein, dass z. B. das Bier zu warm und vielleicht die Preise für Getränke zu hoch waren. Zu seiner Verteidigung werden z. B. angeführt, dass er für Spaß und gutes Wetter während der Kerb gesorgt habe. Immer lautet das Urteil jedoch „schuldig“.
Die Vorkommnisse der aktuellen Kerb werden dienstags im Backes (dem Biebernheimer Backhaus) von der Hannesjugend niedergeschrieben und abends vor der Verbrennung des Quetschehannes am Scheiterhaufen öffentlich verlesen.

### Die Stampf- und Ornamentplatte

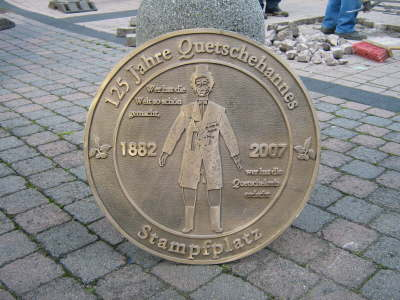
Die Ornamentplatte

Zum 125. Geburtstag vom Quetschehannes 2007 wurden „An der Bach“ (unserem Dorfplatz) eine Stampfplatte und eine Ornamentplatte aus Metall in den Boden eingelassen. Die Stampfplatte hat den Zweck, Schäden am Straßenpflaster durch das heftige Aufstampfen des Kerwestraußes (wie in der Vergangenheit oft geschehen) zu verhindern.

## Der Ablauf

### Ab Mitte/Ende Juli: die Buden
Wie schon erwähnt, treffen sich Jugendliche ab Mitte/Ende Juli in den Buden, um den Strauß und den Hannes fertigzustellen.

### Ein Wochenende vor der Kerb
Samstags versammelt sich die Kerwejugend in den Buden. In der Hannesbude wird von der Hannesjugend in einem höchst demokratischen Verfahren und unter Zuhilfenahme von Bier bzw. Wein aus ihren Reihen der Kerwepräsident gewählt. Ist diese Wahl abgeschlossen, wird der neue Kerwepräsident ungeachtet der vorgerückten Stunde lautstark bekannt gegeben und von Jugendlichen der Hannesjugend auf den Schultern durchs Dorf zur Straußbude getragen, wo dann ausgelassen gefeiert wird.

### Am Freitag vor der Kerb: das Kerb-Antrinken
Die Kerwejugend versammelt sich in den Buden und genießt das u. a. von dem Kerwewirt und ggf. auch anderen Personen gestiftete Bier.

### Am Kerwesamstag: der Festkommers
Am Samstag des Kirmeswochenendes findet ab 20 Uhr der Festkommers im Festzelt mit Musik und Tanz statt. Eröffnet wird dieser durch die Übergabe des „Präsidentenamtes“ von dem alten an den neuen Kerwepräsidenten. Ein besonderes Ereignis ist „der erste Kerwemarsch für die Kerb“ um Mitternacht. Im Zelt steht allerdings nur der Strauß, da der Hannes erst sonntags die Bühne betritt.

### Kirmessonntag

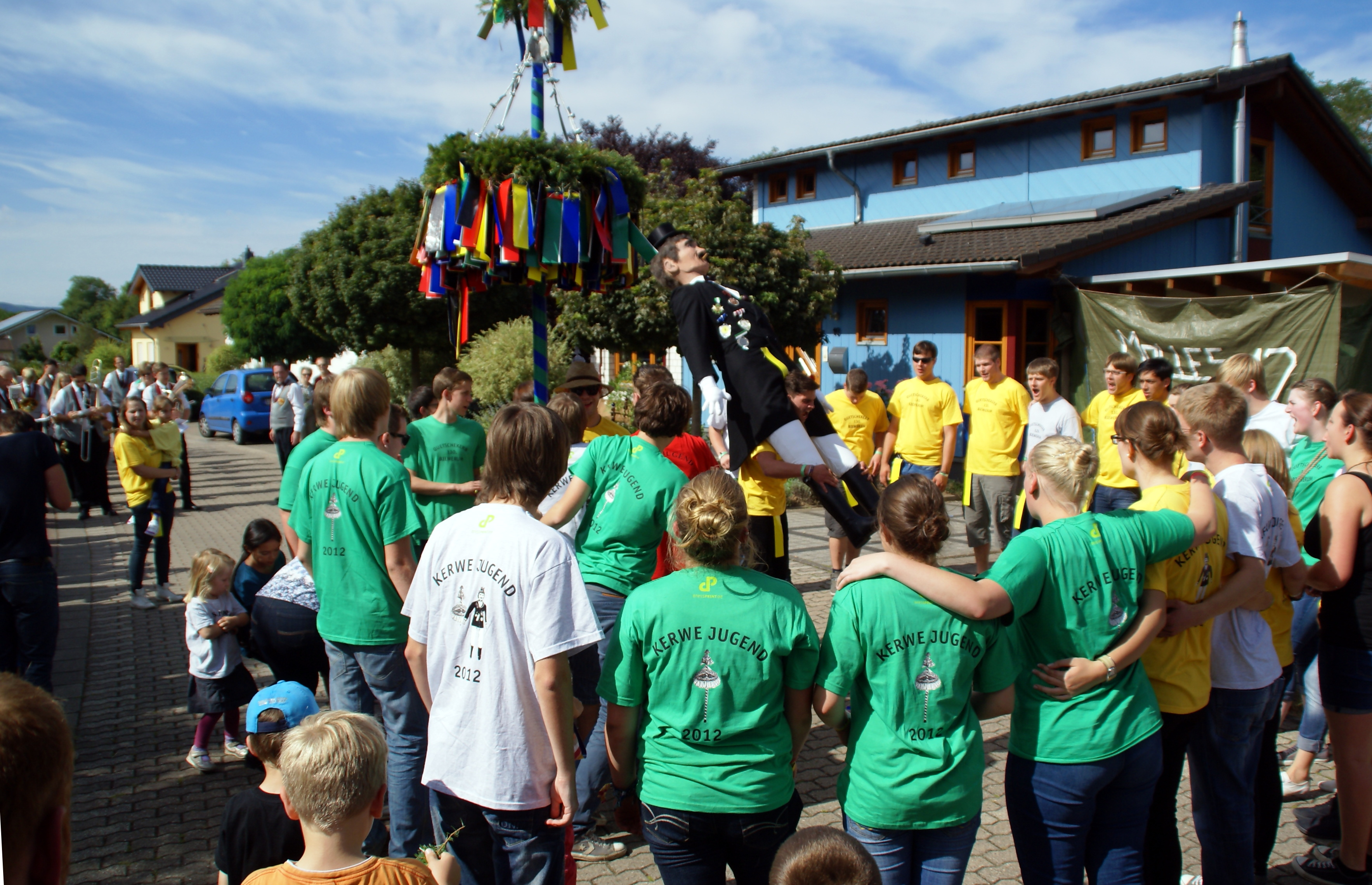
Kirmesumzug 2012

Der Sonntag beginnt mit einer Kranzniederlegung der Kirmesjugend am Ehrenmal. Seit dem 125. Geburtstag des Quetschehannes 2007 hat es sich eingebürgert, dass danach im Festzelt ein ökumenischer Gottesdienst stattfindet und im Anschluss daran der Frühschoppen genossen wird. Um 15 Uhr beginnt der große Festumzug durch Biebernheim mit Musikkapelle. Der erste Weg führt zum Haus des Kerwepräsidenten, von wo der Quetschehannes abgeholt wird „...an der Statt, da er geboren ward..“. Danach führt der Umzug durch das Dorf und sobald der Kerwemarsch erklingt, stampft die Straußjugend den Strauß und der Hannes tanzt auf den Schultern des Kerwepräsidenten in den Reihen der Kerwejugend um den Strauß. Der Umzug endet im Festzelt, wo dann Kaffee und Quetschekuchen und vielleicht auch schon das eine oder andere alkoholische Getränk seine Abnehmer finden. Der Hannes wird dort an einem erhöhten Platz fest gemacht, damit er seine Gemeinde im Blick hat. Abends ist dann wieder Musik und Tanz im Festzelt, wobei die Musiker natürlich oft den Kerwemarsch erklingen lassen. Dies ist dann das Zeichen für die Kerwejugend, unter viel Gejohle mit Hannes und Strauß auf der Tanzfläche zu erscheinen. Um Mitternacht werden der Hannes und der Strauß „schlafen gebracht“. Das Ende dieses Abends zieht sich, wie auch samstags, oft in die frühen Morgenstunden des folgenden Tages hinein.

### Am Kerwemontag tagsüber: der traditionelle Frühschoppen
Am Kirmesmontag findet der traditionelle Frühschoppen auf dem Wackenberg statt – eine große Wiese mit Baumbestand und einem berauschenden Blick ins und über das Rheintal. Hier treffen sich die Kirmesjugend (Stauß- und Hannesjugend haben getrennte Sitzplätze) und Einheimische sowie Gäste in Gruppen und Grüppchen auf Strohballen sitzend zu Fassbier und Wurst oder Steaks vom Grill des Kerwewirts und genießen den Tag. Musik gibt es auch, und so kann eigentlich nur schlechtes Wetter den Tag vermiesen (wenn es montags regnet, findet der Frühschoppen im Festzelt statt). Das Spielen des Kerwemarsches ist für die Musiker obligat – mit dem dazugehörenden Tanzen der Kerwejugend mit Strauß und Hannes. An diesem Tag wird auch kräftig „getauft“, das heißt, noch nicht getaufte Kirmesburschen und -mädchen wie auch „normale“ Gäste werden unter ein Bierfass zum Trinken gelegt (da geht natürlich schon mal was vorbei) und danach mit Stroh in Hemd und gegebenenfalls Hose „ausgestopft“. Der Frühschoppen endet meistens so gegen 17 Uhr (es gibt auch hier Ausnahmen, die es schon mal bis in den nächsten Tag schaffen), wonach man dann entweder nochmal kurz nach Hause oder direkt ins Festzelt geht.

### Am Kerwemontag abends: Tanz und Trauer im Festzelt
Ab 20 Uhr gibt es wieder Musik und Tanz im Festzelt. Der Hannes wird gegen 22 Uhr aus dem Zelt an die Stelle getragen, wo er geboren ward und erschlagen („geroppt“ – ugs. für „rupfen“, „zerstören“). Das gleiche Schicksal ereilt den Strauß im Zelt. Gegen Mitternacht wird das Licht im Zelt ausgeschaltet, und unter Trauermusik und Klagen marschiert die in weiße Tücher gehüllte, kerzentragende Kerwejugend mit den kläglichen Überresten des Quetschehannes in das Zelt ein und verkündet „De Hannes is dod“ (der Hannes ist tot). Dabei trägt der Kerwepräsident den Zylinder und den Frack des Quetschehannes. Danach erklingt der letzte Kerwemarsch der Quetschekerb für dieses Jahr.

### Kerwedienstag

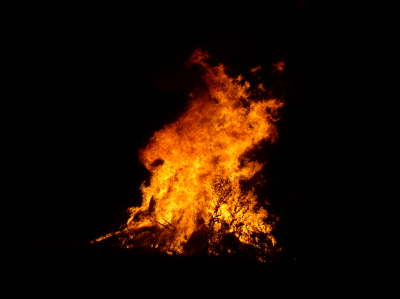
Das Ende der Quetschekerb – der Hannes wird verbrannt

An diesem Tag zieht die Kerwejugend durch das Dorf und sammelt Eier. Diese werden dann beim Kerwewirt zu Rührei mit Speck verarbeitet, und jeder Gast bekommt eine kostenlose Portion. Die Hannesjugend ist schon seit dem Morgen mit dem Schreiben der Kerwebibel beschäftigt – eines Buchs, in welchem die Ereignisse der Kerb in Form einer Anklage, Verteidigung und des anschließenden Urteils über den Quetschehannes niedergeschrieben werden. Das Schreiben der Bibel dauert unter Zuhilfenahme von Bier und Wein bis in die späten Abendstunden. Danach zieht die Kerwejugend mit der Bevölkerung wehklagend in einem Trauermarsch zu einem Platz außerhalb von Biebernheim, wo schon der Scheiterhaufen für den Quetschehannes (bzw. das, was von ihm übrig blieb) errichtet wurde. Hier wird vom Kerwepräsident dann öffentlich die Kerwebibel verlesen und nach Verkünden der Worte „Flamme empor!“ der Scheiterhaufen entzündet. Dies ist das offizielle Ende der Quetschekerb.

### Charly-Kerb
In den 1950er und 60er Jahren gab es neben den drei Gaststätten im Ort eine in der Aussiedlung Uhlenhorst, etwas außerhalb von Biebernheim. Der Besitzer hieß Karl Kleinfeld (genannt Charly). Hier traf man sich nochmal zur „Nachbereitung“ der Kerb mit Bibel-Vorlesen, Mettbrötchen-Essen und Biertrinken. Diese Tradition hat sich bis heute gehalten, obwohl es keine „offizielle“ Nachkerb ist.

## Musik, Tradition und Gebräuche

### Musik

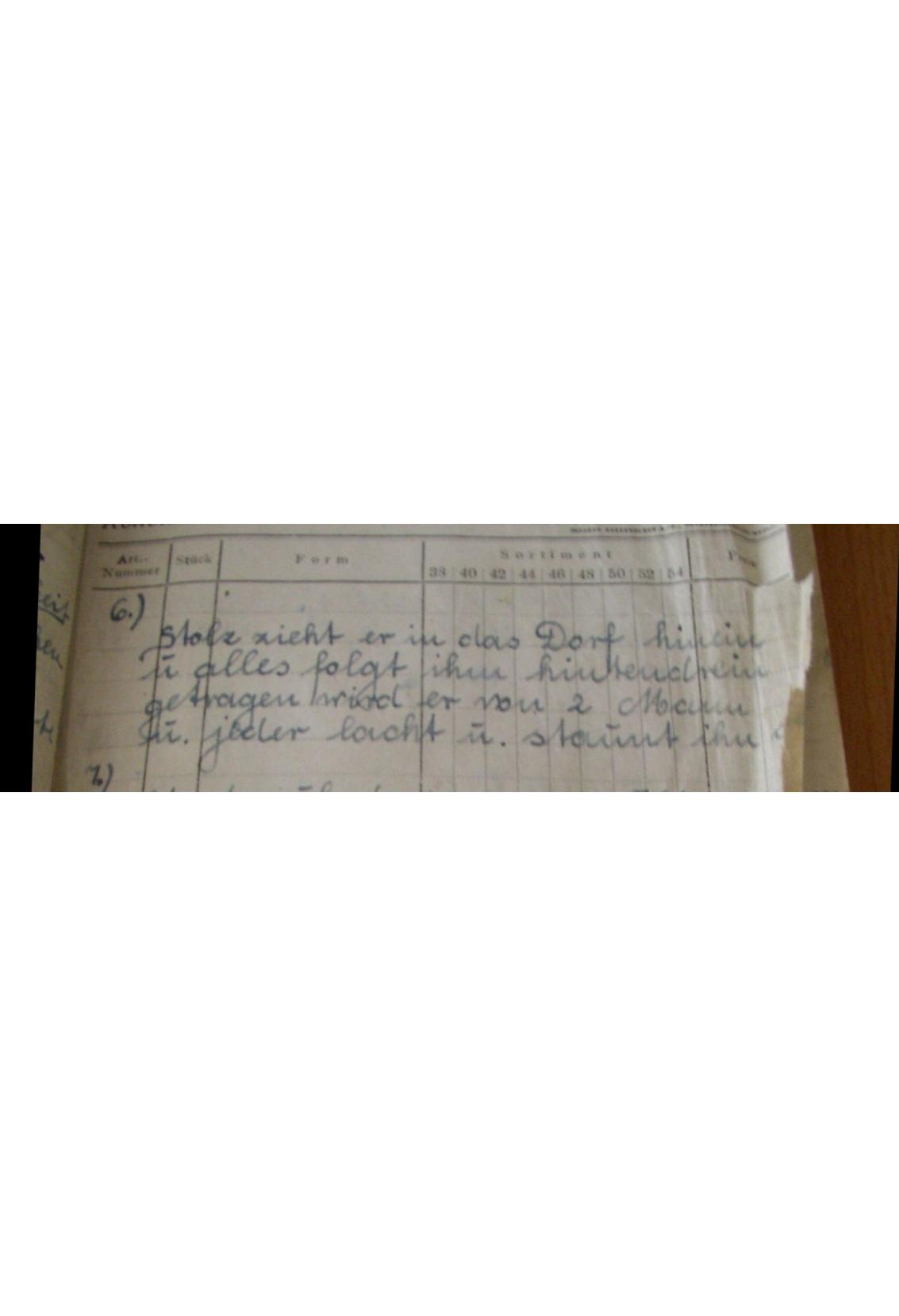
Ausschnitt aus der Kerwebibel

#### Kerwelied, Text: Arnold Weber 1947
Der Kerwepräsident von 1947, Arnold Weber, schenkte der Jugend ein eigens gedichtetes Kerwelied Wer hat die Welt so schön gemacht, wer hat die Quetschekerb erdacht.
//: Wer hat die Welt so schön gemacht, wer hat die Quetschekerb erdacht ://

//: Schon samstag abends um halb acht, da wird der Festkommers gemacht ://

//: Und sonntags nachmittags um drei, da strömt das ganze Volk herbei ://

//: der Festzug geht bei „Berze“ los, es jubelt alles, Klein und Groß ://

//: Mit Musik geht’s ins Dorf hinein, in jeder Hand ‘ne Flasche Wein ://

//: die Jugend singt und lacht und johlt, der Hannes wird jetzt abgeholt ://

//: Dann ziehen alle an die Statt, wo er dies’ Jahr geboren ward ://

ein jeder schnell ein Gläschen trinkt, und alles lacht und schreit und singt:

(es folgt ein Melodiewechsel)
Siehste nit do kimmt er, lange Schritte nimmt er,

siehste nit do isser schon, der besoff'ne Schwiegersohn.

(wieder nach der ersten Melodie)
//: Der Hannes kommt jetzt auf den Thron, denn er ist heut’ die Hauptperson ://

//: er winkt mit seiner weißen Hand, die Jugend ist aus Rand und Band ://

//: Stolz zieht er in das Dorf hinein, und alles folgt ihm hinterdrein ://

//: getragen wird er von zwei Mann, ein jeder lacht und staunt ihn an ://

//: Und auf dem großen Kirmesplatz, hat jeder Bursche schnell ‘nen Schatz ://

//: die netten kleinen Mägdelein, die singen heut’ mit uns den Reim ://

(es folgt ein Melodiewechsel)
Immer rinn, immer rinn, immer rinn, immer rinn in die Heilsarmee

Schon wieder eine Seele vom Alkohol gerettet, schon wieder eine Seele vom Alkohol befreit.

(Die zwischen //: und :// stehenden Passagen werden jeweils wiederholt)
Neuerdings wird auch eine textlich „umfunktionierte“ Fassung von dem Hit der Bläck Föös (M'r losse de Dom in Kölle) in der Form „Mer losse de Hannes in Biewerum“ gesungen.

### Kerweruf
Nach dem Erklingen des Kerwemarsches ertönt folgender Ruf im Wechsel zwischen Kerwepräsident und Kerwejugend:
Kerwepräsident: Wem is die Kerb ? (Wem ist die Kerb ?)

Kerwejugend: Oos! (uns !)

Kerwepräsident: Wer hot se ? (Wer hat sie ?)

Kerwejugend: Mer ! (wir !)

Kerwepräsident: Wem is se ? (wem ist/gehört sie ?)

Kerwejugend: Oos ! (uns !)

Kerwepräsident: Wer verseift se ? (wer versäuft sie ?)

Kerwejugend: Mer ! (wir !)

Kerwepräsident: Wer bezahlt se ? (wer bezahlt sie ?)

Kerwejugend: De Berz! (Anm.: Hier wird der Name des aktuellen Kerwewirtes genannt)

### Tradition/Bräuche
Im Laufe der Jahre haben sich auch bei der Quetschekerb Traditionen und Bräuche dem jeweiligen Zeitgeschehen und der Lebensweise angepasst, wurden abgeändert oder entfielen gar ganz.
Im Vorfeld der Quetschekerb bei den Buden war es nicht statthaft, Fremde mit hinein zu bringen. So musste selbst die Freundin/der Freund eines Kerweburschen bzw. eines Kerwemädchens draußen bleiben, so diese/dieser aus einem anderen Ort waren oder nicht alt genug. Später konnte diese Regelung durch Stiften eines Kastens Bier umgangen werden. Heute wird dies etwas lockerer gehandhabt.
Früher begann die Kerb mit dem Festkommers, der allerdings nicht mit Musik im Festzelt, sondern beim Kerwewirt abgehalten wurde. Dort wurde der Kerwepräsident gewählt und auch der Hannesstumpen – die Zigarre, die der Hannes im Mund hat – angeraucht. Sonntags abends holte die Kerwejugend mit Musik die St. Goarer Gäste am Denkmal ab und bei deren Eintreffen am Zelt wurde „Die Sangewerer senn do“ gespielt (die St. Goarer sind da).
Die größten Veränderungen erfuhr der Montag. Da war es früher üblich, dass die Gewerbetreibenden und Geschäftsinhaber in St. Goar und Biebernheim ihre Läden geschlossen hielten. Die Kirmesjugend ging morgens zur Schule, um dort den Kindern „frei zu holen“ und danach begab man sich dann gegen 10 Uhr auf den Wackenberg zum Frühschoppen. Dieser endete bereits um 13 Uhr. Dann ging es mit Hannes, Strauß und Musik ins Dorf, um dem Bürgermeister, den Lehrern und den Wirten ein Ständchen zu bringen. Anschließend fand noch einmal ein Umzug wie am Sonntag statt, der dann im Festzelt mit Tanz und Musik endete.
Dienstags wuschen die Kerweburschen unter der Pumpe „An der Bach“ (so die Bezeichnung des Dorfplatzes) ihre leeren Geldbeutel aus und aßen gemeinsam beim Kerwewirt zu Mittag. Am Nachmittag wurden dann die Überreste vom Hannes (Stroh und Heu) durch eine auf einem Wagen befestigte „Windmühle“ gedreht und so (zum Leidwesen mancher Anwohner) auf den Straßen im Ort verteilt. Zur Erläuterung: Die Windmühle ist ein in einem Gehäuse befindliches, handgetriebenes Windrad, durch dessen Luftstrom man die gedroschenen Getreidekörner von der leichteren Spreu trennen konnte – hier zweckentfremdet. Diese Tradition hat man aus Gründen der Straßenreinhaltung einschlafen lassen. Zum Schreiben der Kerwebibel zog man sich beim Kerwewirt zurück, vernagelte alle Fenster und Türen bis auf eine (damals waren die noch aus Holz, geht bei den heutigen Fenstern nur noch schlecht) und schrieb die Bibel. Heute aus bautechnischen Gründen nicht mehr üblich.
Am Sonntag nach der Kerb gab es bis in die 1950er Jahre sogar noch eine Nachkerb mit Musik und Tanz.